# 景东楠
景东楠（学名：Phoebe yunnanensis）为樟科楠属下的一个种。其种加词 yunnanensis 意为“云南的”。